# تانيا أوكسلي
تانيا أوكسلي (بالإنجليزية: Tanya Oxley) هي منافسة ألعاب القوى باربادوسية، ولدت في 13 مايو 1979.

## وصلات خارجية
- تانيا أوكسلي على موقع الاتحاد الدولي لألعاب القوى (الإنجليزية)
- تانيا أوكسلي على موقع أوليمبيديا (الإنجليزية)